# Oecetis kasenyii
Oecetis kasenyii är en nattsländeart som beskrevs av Jacquemart 1959. Oecetis kasenyii ingår i släktet Oecetis och familjen långhornssländor. Inga underarter finns listade i Catalogue of Life.